# Microhyla zeylanica
Microhyla zeylanica е вид земноводно от семейство Microhylidae. Видът е застрашен от изчезване.

## Разпространение
Разпространен е в Шри Ланка.